# Lamprosticta culta
Lamprosticta culta är en fjärilsart som beskrevs av Ignaz Schiffermüller 1776. Lamprosticta culta ingår i släktet Lamprosticta och familjen nattflyn. Inga underarter finns listade i Catalogue of Life.